# واسیلی یاکوولویچ لواشوف
واسیلی یاکوولویچ لواشوف (به روسی: Васи́лий Я́ковлевич Левашо́в؛ متولد ۱۶۶۷– متوفی ۷ آوریل ۱۷۵۱) از چهره‌های نظامی روسیه در قفقاز و نخستین حاکم روس قفقاز جنوبی بود. در پی فتح گیلان توسط روسیه، پتر کبیر لواشف را به عنوان فرمانده روسیه و حاکم گیلان منصوب کرد.
پتر کبیر در سال ۱۷۲۳، لواشوف را به گیلان اعزام کرد که او با در هم کوبیدن مقاومت مردم، آن ولایت ایران را در دوره طهماسب دوم صفوی فتح کرد. اسماعیل بیگ، فرستاده طهماسب به دربار پطر در این سال با امضای پیمانی گیلان، مازندران، استارآباد و نیز تالش و باکو و دربند را به روسیه واگذار کرد. متعاقباً پتر لواشوف را به عنوان حاکم گیلان منصوب کرد.
در ۱۷۲۷ میلادی لواشوف، نیروهای افغان اشرف را که در گیلان پیشروی کرده بودند شکست داد و با محمد صیدال خان فرمانده افغانها مذاکره کرد، که منجر به توافقی بین صیدال و لواشف در فوریه ۱۷۲۷ در رشت شد. بنا بر مفاد آن، اشرف حکمرانی رودبار را به روسیه داد و در عوض روسیه حق حکمرانی او بر ایران را به رسمیت شناخت؛ ولی پس از این که نادر به سوی اصفهان پیش رفت و اشرف را مجبور کرد از پایتخت بگریزد معاهده بی‌ارزش شد. اشرف در راهش به سمت قندهار کشته شد.